# Barry Smith (allenatore di hockey su ghiaccio)
Barry Smith (Buffalo, 21 agosto 1952) è un allenatore di hockey su ghiaccio e dirigente sportivo statunitense.

## Carriera
Iniziò la carriera da allenatore nel 1975 presso l'Elmira College. Nel 1986 Smith iniziò a svolgere il ruolo di vice allenatore in numerose franchigie della National Hockey League, fra le quali i Buffalo Sabres, i Pittsburgh Penguins, i Detroit Red Wings, i Phoenix Coyotes, vincendo fra l'altro per cinque volte la Stanley Cup.. Smith ha ricoperto inoltre il ruolo di primo allenatore dei Red Wings nel 1998 a causa di un'operazione al ginocchio che costrinse Scotty Bowman a saltare le prime cinque gare della stagione.
In Europa vanta alcune esperienze in Svezia con il Brunflo IK e i Malmö Redhawks. Nel 2007 passò alla guida dello SKA San Pietroburgo, formazione della Kontinental Hockey League. Dopo aver ricoperto il ruolo di scout per i Chicago Blackhawks, fu chiamato come allenatore dell'HC Lugano nella LNA svizzera. Successivamente fece ritorno a Chicago rientrando nella dirigenza della squadra.

## Statistiche
Statistiche aggiornate a ottobre 2013.

### Club
| Stagione  | Squadra             | Lega       | Ruolo                      | Note                                              |
| --------- | ------------------- | ---------- | -------------------------- | ------------------------------------------------- |
| 1975-1976 | Elmira College      | NCAA III   | Head Coach                 |                                                   |
| 1976-1977 | Elmira College      | NCAA III   | Head Coach                 |                                                   |
| 1977-1978 | Elmira College      | NCAA III   | Head Coach                 |                                                   |
| 1978-1979 | Elmira College      | NCAA III   | Head Coach                 |                                                   |
| 1979-1980 | Elmira College      | NCAA III   | Head Coach                 |                                                   |
| 1980-1981 | Elmira College      | NCAA III   | Head Coach                 |                                                   |
| 1981-1982 | Brunflo IK          | Division 2 | Head Coach                 |                                                   |
| 1982-1983 | Brunflo IK          | Division 2 | Head Coach                 |                                                   |
| 1983-1984 | Rögle               | Division 1 | Head Coach                 |                                                   |
| 1984-1985 | Frisk Asker         | Norway     | Head Coach                 |                                                   |
| 1985-1986 | Frisk Asker         | Norway     | Head Coach                 |                                                   |
| 1986-1987 | Buffalo Sabres      | NHL        | Asst. Coach                |                                                   |
| 1987-1988 | Buffalo Sabres      | NHL        | Asst. Coach                |                                                   |
| 1988-1989 | Buffalo Sabres      | NHL        | Asst. Coach                |                                                   |
| 1990-1991 | Pittsburgh Penguins | NHL        | Asst. Coach                |                                                   |
| 1992-1992 | Pittsburgh Penguins | NHL        | Asst. Coach                |                                                   |
| 1993-1994 | Detroit Red Wings   | NHL        | Asst. Coach                |                                                   |
| 1994-1995 | Detroit Red Wings   | NHL        | Asst. Coach                |                                                   |
| 1995-1996 | Detroit Red Wings   | NHL        | Asst. Coach                |                                                   |
| 1996-1997 | Detroit Red Wings   | NHL        | Asst. Coach                |                                                   |
|           | Malmö               | SHL        | Head Coach                 | Rimpiazza Peo Larsson                             |
| 1997-1998 | Detroit Red Wings   | NHL        | Asst. Coach                |                                                   |
| 1998-1999 | Detroit Red Wings   | NHL        | Asst. Coach                |                                                   |
| 1999-2000 | Detroit Red Wings   | NHL        | Asst. Coach                |                                                   |
| 2000-2001 | Detroit Red Wings   | NHL        | Asst. Coach                |                                                   |
| 2001-2002 | Detroit Red Wings   | NHL        | Asst. Coach                |                                                   |
| 2002-2003 | Detroit Red Wings   | NHL        | Asst. Coach                |                                                   |
| 2003-2004 | Detroit Red Wings   | NHL        | Asst. Coach                |                                                   |
| 2004-2005 | Detroit Red Wings   | NHL        | Asst. Coach                |                                                   |
| 2005-2006 | Phoenix Coyotes     | NHL        | Asst. Coach                |                                                   |
| 2006-2007 | Phoenix Coyotes     | NHL        | Asst. Coach                |                                                   |
| 2007-2008 | SKA St. Petersburg  | Russia     | Head Coach                 |                                                   |
| 2008-2009 | SKA St. Petersburg  | KHL        | Head Coach                 |                                                   |
| 2009-2010 | SKA St. Petersburg  | KHL        | Head Coach                 |                                                   |
| 2010-2011 | Chicago Blackhawks  | NHL        | Scout                      |                                                   |
| 2011-2012 | Lugano              | NLA        | Head Coach                 | Rimpiazzato da Patrick Fischer il 22 ottobre 2011 |
|           | Chicago Blackhawks  | NHL        | Dir. of Player Development |                                                   |
| 2012-2013 | Chicago Blackhawks  | NHL        | Dir. of Player Development |                                                   |
| 2013-2014 | Chicago Blackhawks  | NHL        | Dir. of Player Development |                                                   |

### Nazionale
| Stagione  | Squadra | Competizione | Ruolo       | Note |
| --------- | ------- | ------------ | ----------- | ---- |
| 1995-1996 | Sweden  | WCup         | Asst. Coach |      |
| 1997-1998 | Sweden  | OG           | Asst. Coach |      |
| 2003-2004 | USA     | WCup         | Asst. Coach |      |
| 2006-2007 | USA     | WC           | Asst. Coach |      |

## Palmarès

### Club
- Stanley Cup: 5

 Pittsburgh Penguins: 1990-91, 1991-92
 Detroit Red Wings: 1996-97, 1997-98, 2001-02